# Schloss Tiefenau

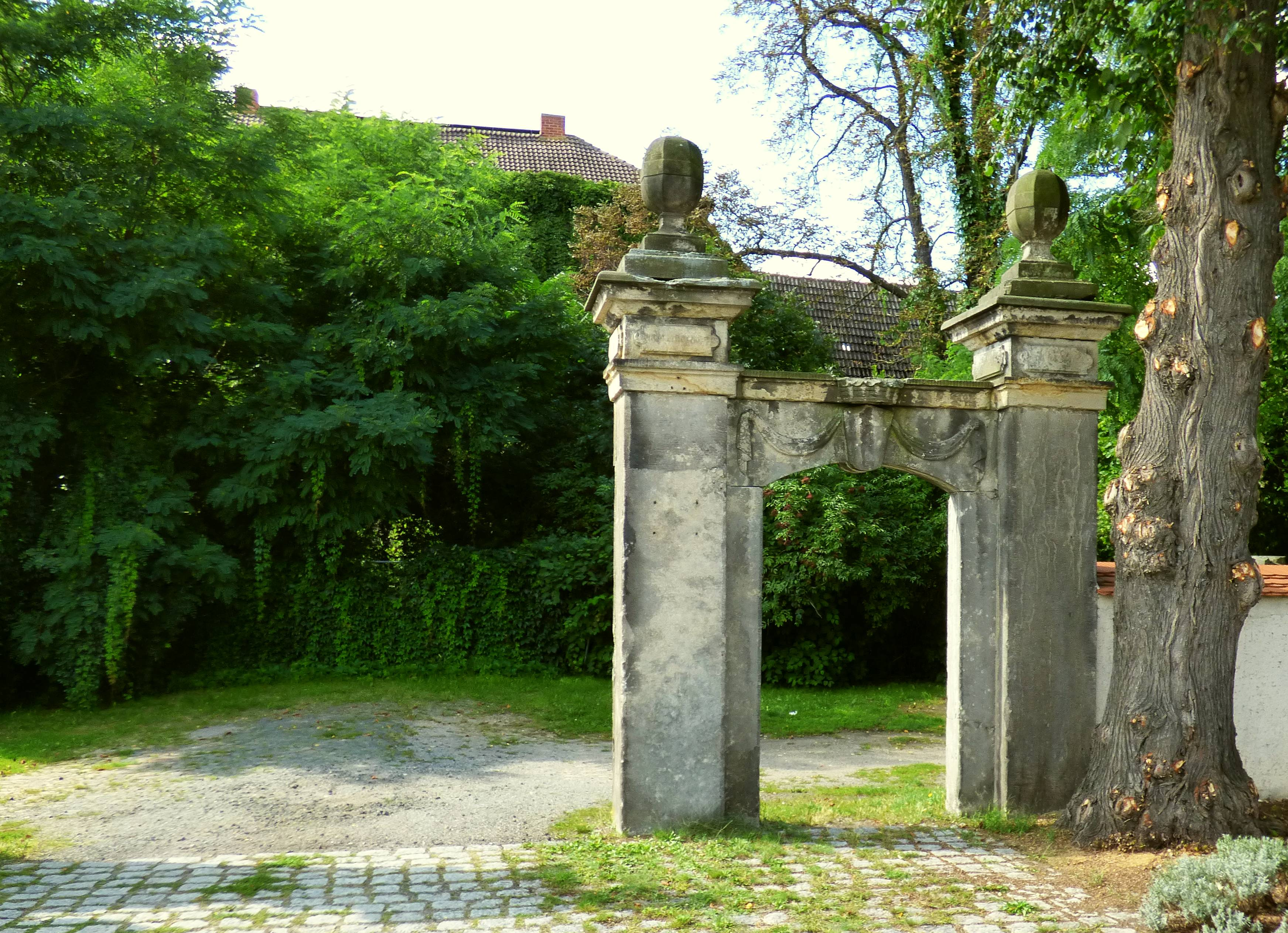
Zufahrt zum alten Gut (2017)

Schloss Tiefenau ist eine denkmalgeschützte Schlossanlage in Tiefenau, einem Ortsteil der Gemeinde Wülknitz im sächsischen Landkreis Meißen.
Die am Anfang des 18. Jahrhunderts im barocken Stil errichtete ehemalige Schloss- beziehungsweise Rittergutsanlage ist mit einem Park, der einstigen Schlosskapelle und einem angrenzenden Friedhof unmittelbar neben der Bundesstraße 169 zu finden. Das Tiefenauer Schloss selbst wurde im Jahre 1948 gesprengt.
2019 wurden Sanierungsarbeiten im alten Rittergut begonnen. Inzwischen befinden sich Park und Kapelle in einem gepflegten Zustand und bilden touristische Anziehungspunkte.

## Baubeschreibung und -geschichte

### Das alte Barockschloss

Lageplan des Tiefenauer Schlosses

Grundriss Erdgeschoss Schloss
Querschnitt Schloss

Schloss Parkseite
Mittelzimmer
Rittergutgebäude Hofseite

Tiefenau gilt als einer der ältesten deutschen Stützpunkte in der damals slawischen Region. Eine erste urkundliche Erwähnung des Ortes erfolgte im Jahre 1013 als Difnouuocethla. Ursprünglich gehörte der Ort den Naumburger Bischöfen, die in der näheren Umgebung auch die späteren Adelssitze in Frauenhain und Saathain angelegt hatten. 
Während des Dreißigjährigen Krieges wurden Schloss und Gut, die damals im Besitz derer von Dölau waren, im Jahre 1637 durch schwedische Truppen verwüstet und niedergebrannt.
Die wiederaufgebaute Schlossanlage wurde Anfang des 18. Jahrhunderts erweitert. Beim Schloss selbst handelte es sich um einen zweigeschossigen Bau, welcher mit Mittelrisaliten und einem Mansarddach versehen wurde. Sein Standort befand sich nördlich des Wirtschaftshofes und war vom angrenzenden Park nur durch einen Wassergraben getrennt.
Bauherr war ab 1710 der kursächsische Oberhofmarschall Graf August Ferdinand von Pflugk (1662–1712) der im Jahre 1704 die Herrschaft Tiefenau erwarb. Das Adelsgeschlecht von Pflugk war, begütert in Böhmen und Sachsen und im Nahe gelegenen Frauenhain, bereits seit dem späten 14. Jahrhundert ansässig. Das Innere des Schlosses war ebenso barock ausgestattet mit Stuckdecken, Kunstwerken und pflugkschen Familienbildern. Stilistisch ähnelte das Schloss der heute noch vorhandenen Schlosskapelle.
Am Ende des Zweiten Weltkrieges wurde die Anlage schwer in Mitleidenschaft gezogen und es kam in der Nachkriegszeit zu Vandalismus und Plünderungen. Wenig später erfolgte die Sprengung und völlige Beseitigung des Schlosses. Der Befehl 209 der Sowjetischen Militäradministration (SMAD) vom 9. September 1947 war ihm zum Verhängnis geworden. Dieser beinhaltete zwar zu ergreifende Maßnahmen zur Schaffung neuer Bauernhöfe, aber er wurde auch zum Anlass genommen, zahlreiche kleinere Adelssitze zu zerstören, um die benötigten Baumaterialien dafür zu beschaffen. Im näheren Umkreis von Tiefenau waren unter anderem auch die alten Adelssitze in Frauenhain, Strauch und Grödel betroffen.

Weitere Bauten des Ritterguts
Schlosshof (1914)
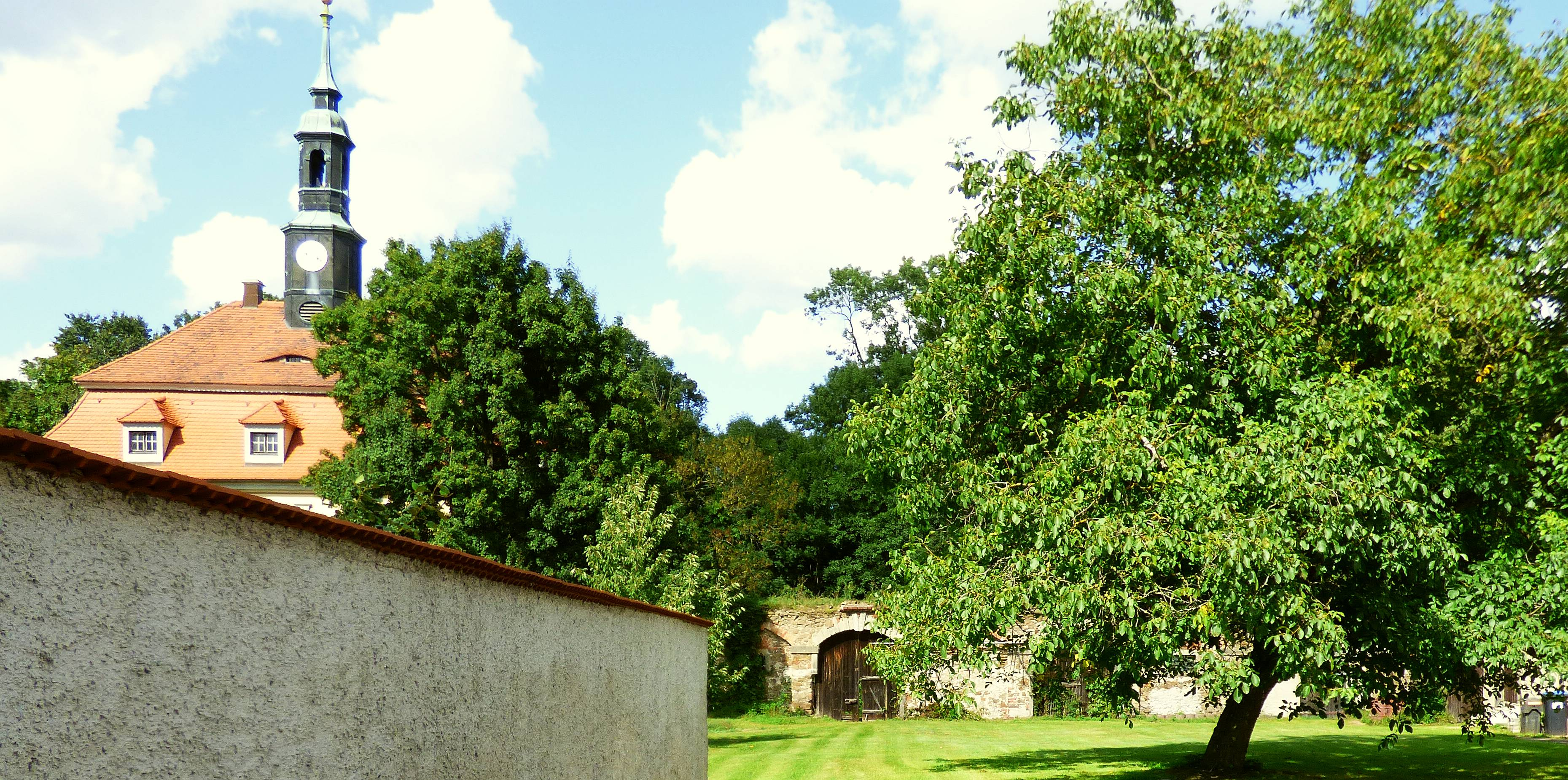
Die Reste des alten Brauhofs (2017)
Brauhof (1914)

### Neuzeitliche Nachnutzungspläne

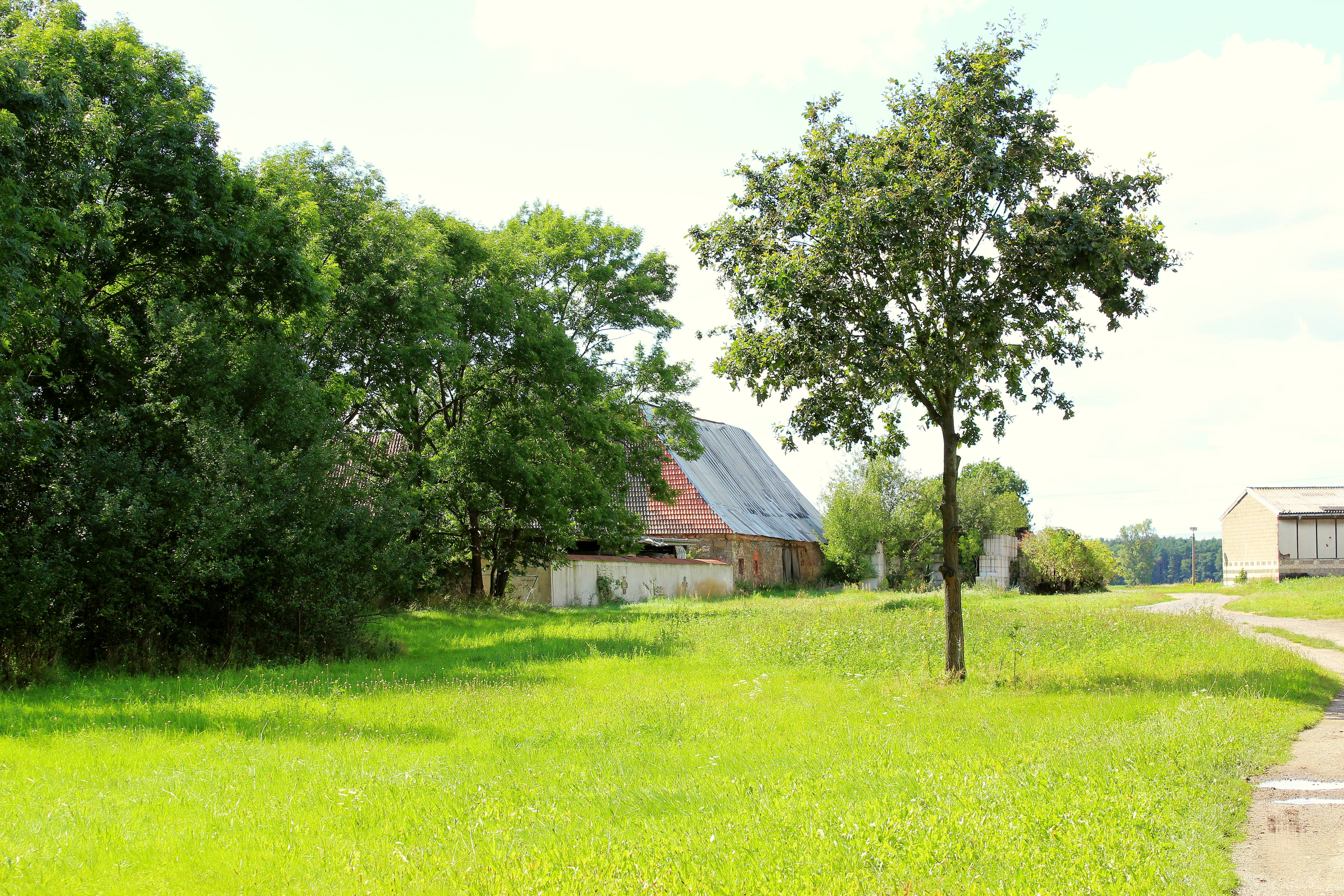
Das Gelände nordwestlich des Schlossparks mit der alten Schäferei (2017)

Die gesamte Schlossanlage steht mit Nebengebäuden, Kapelle, Parkanlagen und weiteren Wirtschaftsanlagen, wie der westlich gelegenen alten Schäferei, seit der Wende unter Denkmalschutz. Die Wirtschaftsgebäude und das Gelände des alten Ritterguts waren bis 1990 im Gebrauch der örtlichen LPG, sind aber seither weitgehend dem Verfall preisgegeben. Dagegen befinden sich Park, Schlosskapelle und das Gelände des in der Nachbarschaft befindlichen ehemaligen Brauhofs des Gutes in einem gepflegten Zustand.

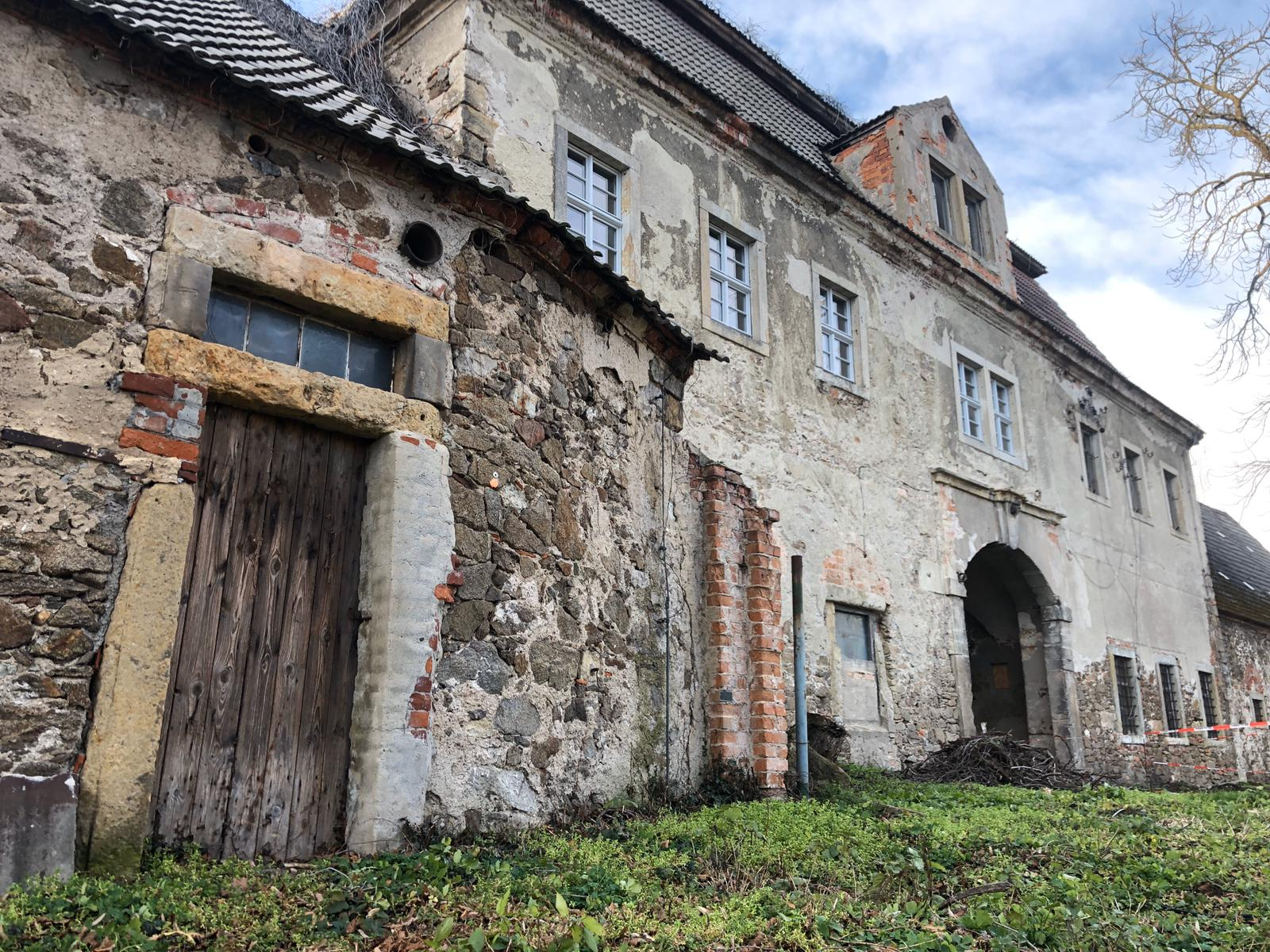
Torhaus Ost während der Sanierung Anfang 2020

Es gibt seit Jahren Bestrebungen, das verkehrstechnisch über die Bundesstraße 169, die Bahnstrecke Riesa–Elsterwerda und den am Elsterwerda-Grödel-Floßkanal entlang führenden Radweg günstig gelegene Objekt aufzuwerten, zu sanieren und der Öffentlichkeit wieder zugänglich zu machen. Das ganze Gelände übernahm 2017 ein privater Investor aus den Niederlanden. Jüngsten Planungen und Visionen zufolge, könnten Um- und Ausbauarbeiten vor Ort ein großes Ferienresort entstehen lassen. Zentraler Bestandteil wäre hier der Komplex des historischen Rittergutes. Nach Abholzung und Müllentsorgung im Jahr 2018 wurden 2019 die ersten Sicherungsmaßnahmen unternommen. Die Sanierung des Eingangstors fand 2019 statt, Anfang 2020 wurde mit der Sanierung der beide Torhäuser begonnen.

## Park und Garten-Anlage
Der Tiefenauer Barockgarten wurden zwischen den Jahren 1705 und 1710 nördlich des Schlosses angelegt und war von ihm nur durch einen Graben getrennt. Geprägt wird er von einer drei Meter hohen Mauer, die das Gelände an drei Seiten umschließt. Hier sind auch vier eingeschossige mit Mansardendächern versehene Gartenpavillons zu finden. Bemerkenswert ist der Grottenpavillon, in dem sich ein strukturierter Grottenraum befindet. Die Gartenanlage wurde mit Wegeachsen symmetrisch angelegt, in ihn sind fünf Brunnen mit Sandsteinskulpturen integriert. Eine Orangerie war der nördliche Abschluss der Schlosshauptachse. Heute sind Teile des ehemaligen Mitteltrakts der Orangerie als Toranlage erhalten.
Mitte der 1950er Jahre begann man mit der Umgestaltung des Gartens zu einem Rosengarten. Dabei wurden etwa 6.500 Rosen angepflanzt. Die Brunnen wurden freigelegt und wieder in Betrieb genommen. Durch fehlende Pflege wurden sie später in Mitleidenschaft gezogen und befanden sich nach der Wende im schlechten Zustand. Im Jahre 2017 erwarb der niederländische Unternehmer Henry de Jong die Parkanlage. Das Gelände wurde von Wildwuchs und illegalen Mülldeponien befreit. Mitte 2018 begann die Restaurierung der Brunnen. Alle Seitenbrunnen konnten nach dem Sommer 2019 in Betrieb genommen werden. Im Zuge der Sanierung von 2019 ergaben Forschungen des Landesamtes für Denkmalpflege, dass der Mittelbrunnen wahrscheinlich im 19. Jahrhundert umgestaltet und durch Einbau unterschiedlicher Elemente, darunter ein Postament mit Gesichtern und ein Kapitellstein, erhöht wurde. Ein etwa 1840 zur Wohnung umgestalteter Gärtnerpavillon wurde von 2018 bis 2019 restauriert. Während der Sanierungsarbeiten wurden in der Wohnstube wertvolle Wandbemalungen gefunden.
Nördlich der Parkanlage schließt sich ein überformter englischer Landschaftspark und ein bewirtschaftetes mit Wegenetz verbundenes Fischteichgebiet an.

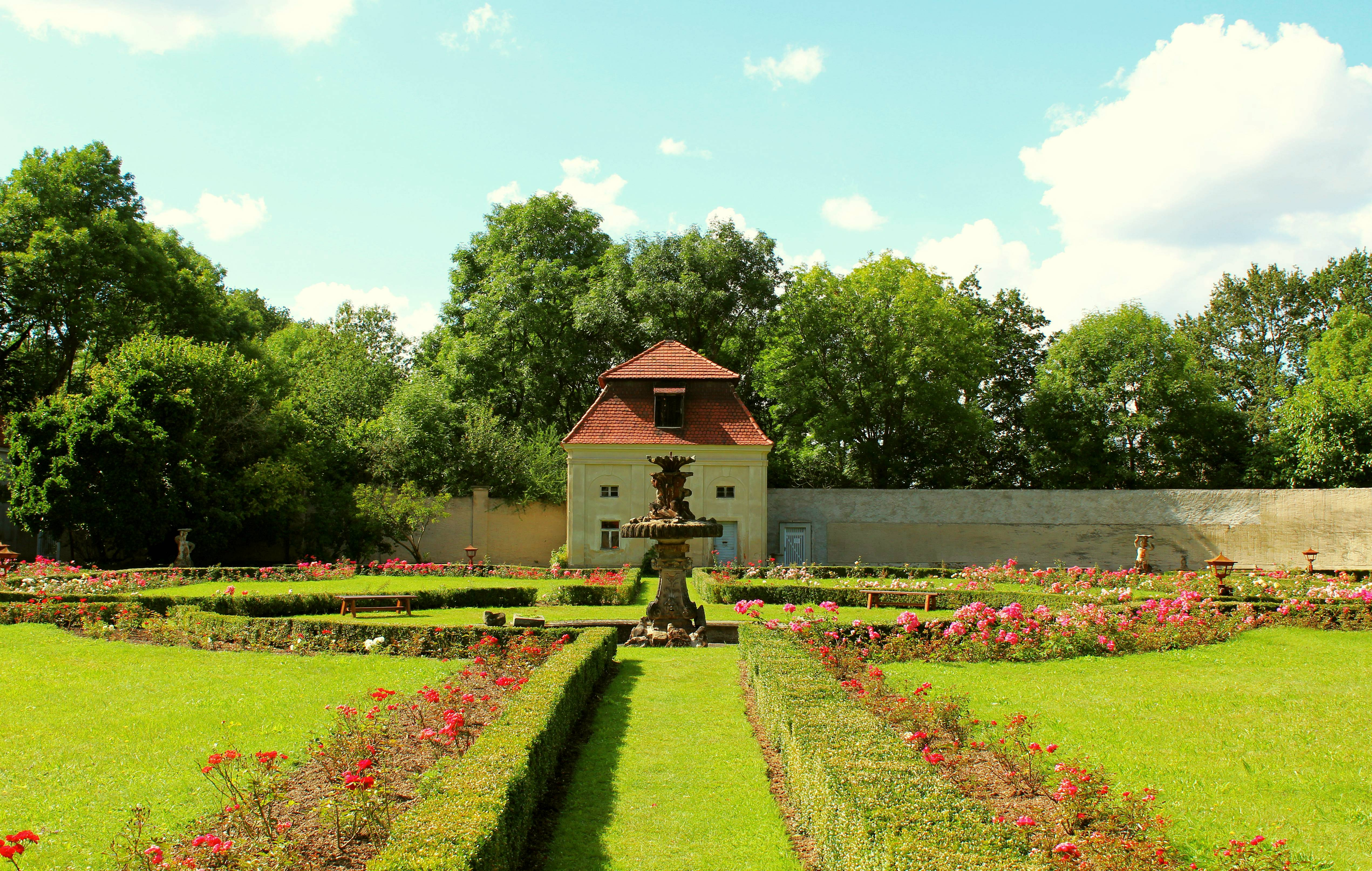
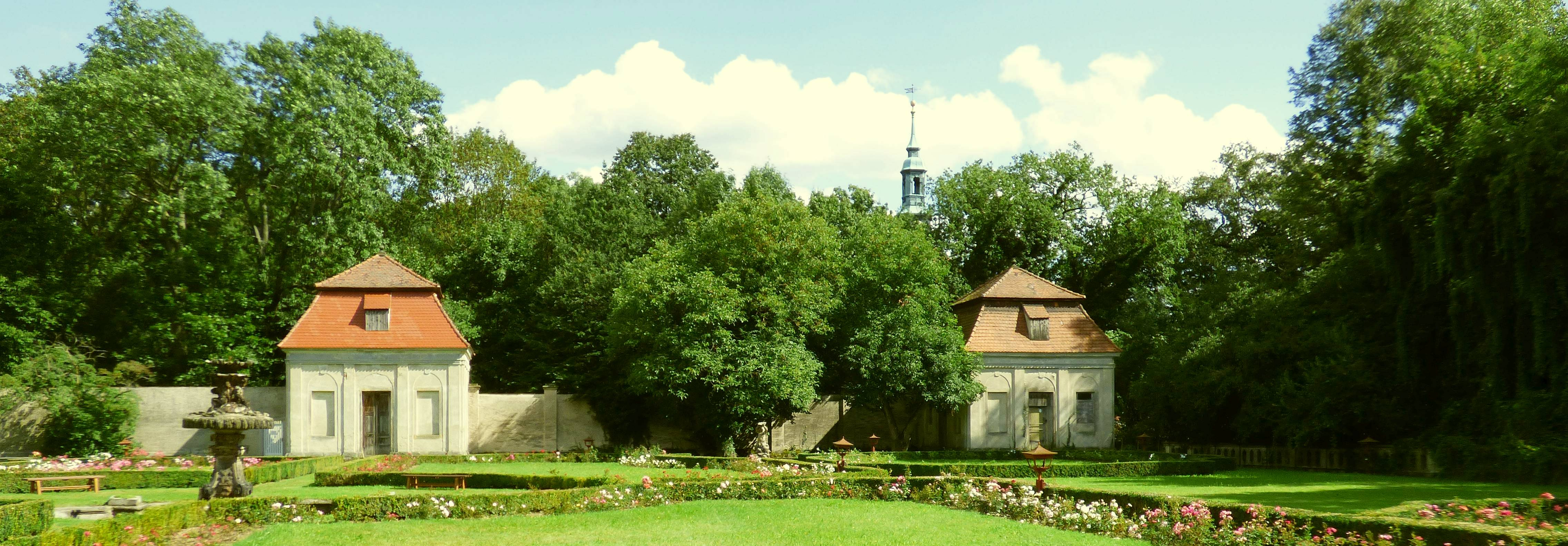
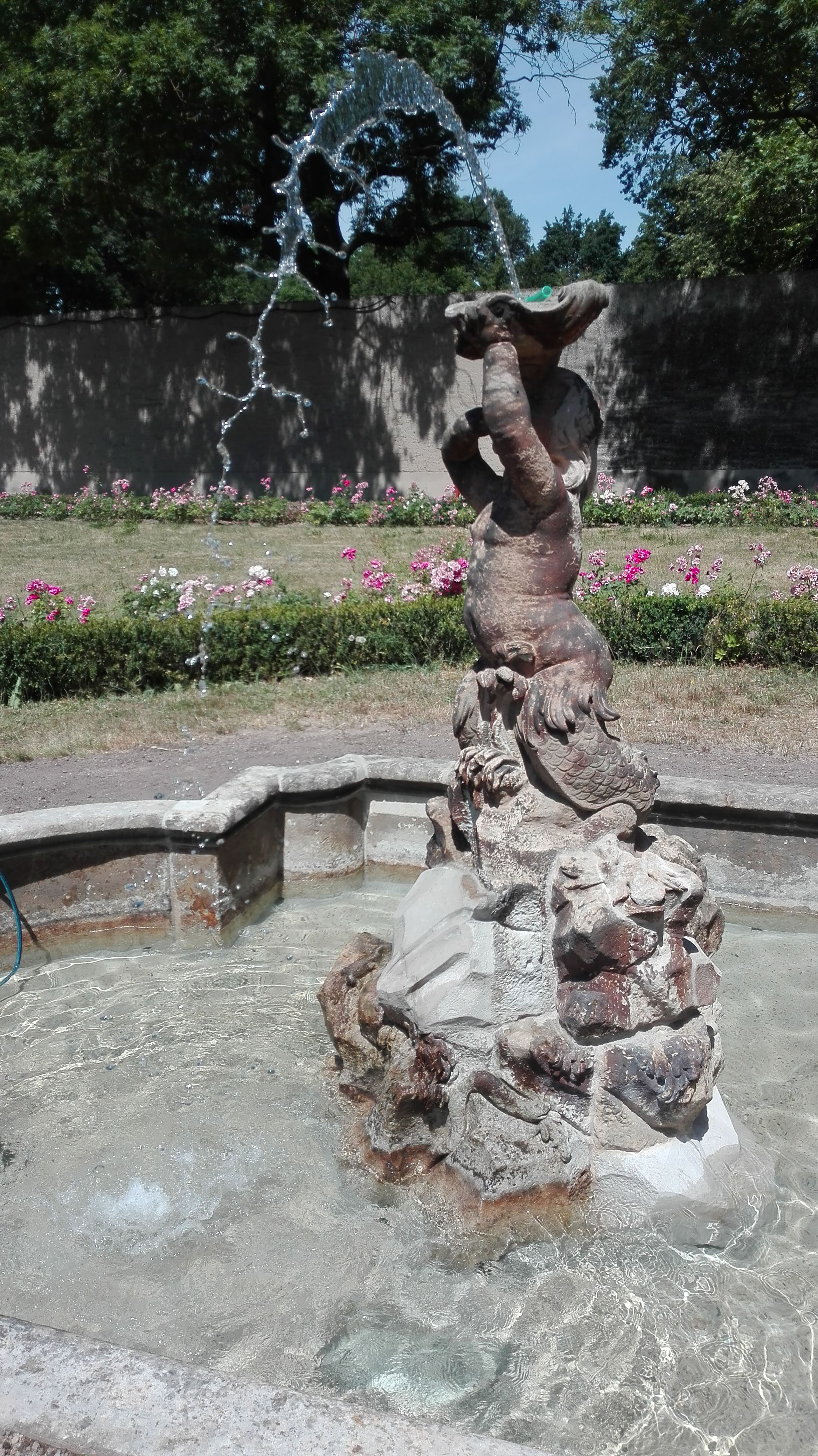
Nordwestbrunnen
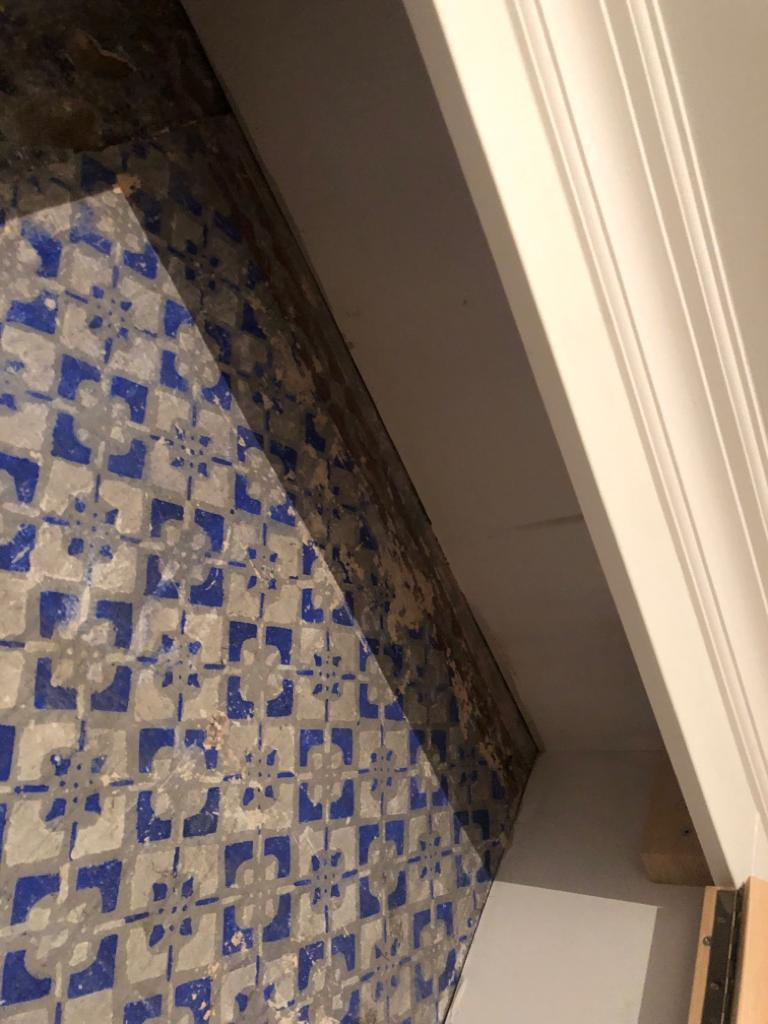
Wandbemalung Gärtnerpavillon Tiefenau aus etwa 1840
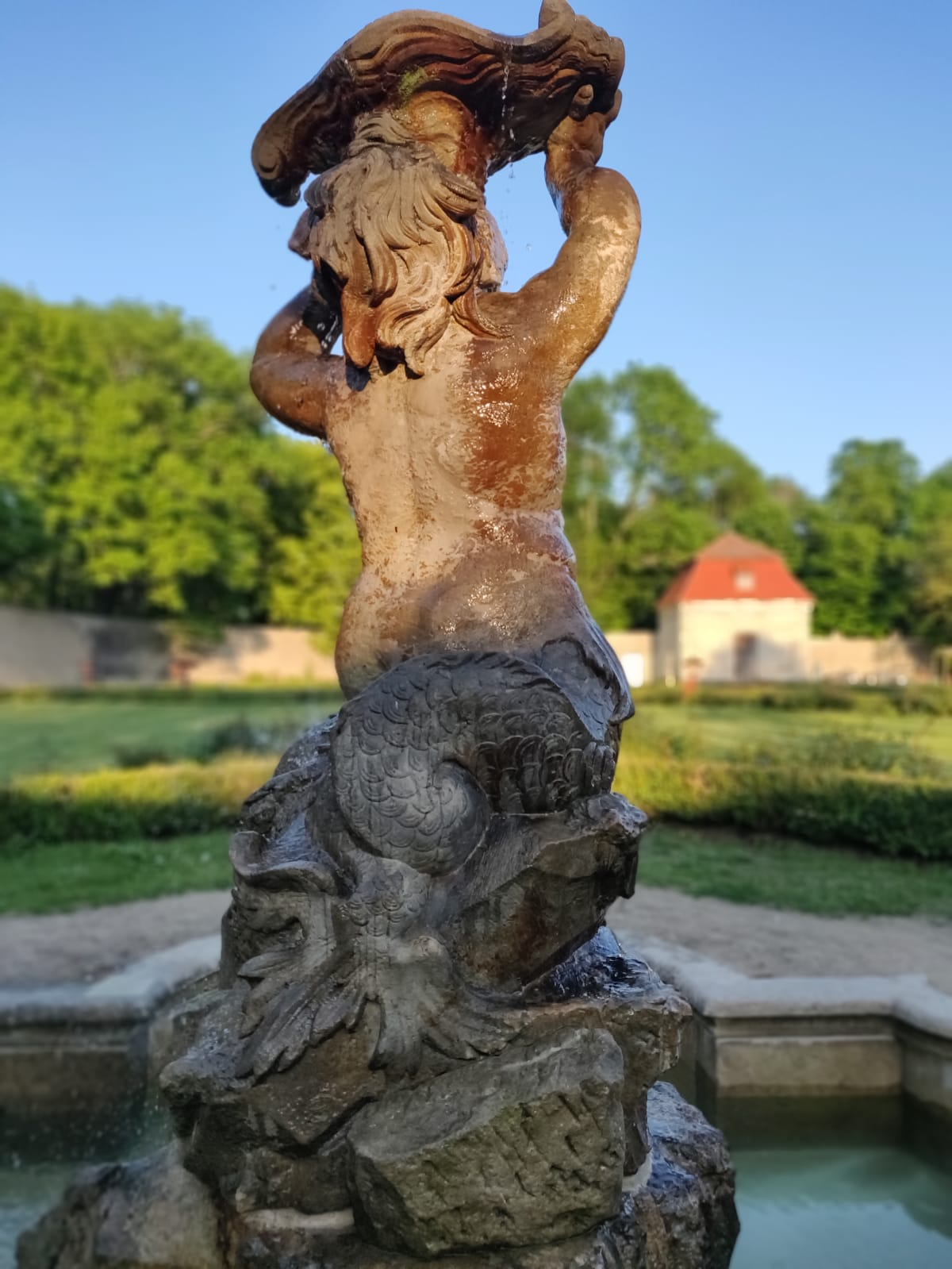
Tritonenbrunnen

## Schlosskapelle
Die im Jahre 1716 im barocken Stil errichtete Kirche ist mit einem angrenzenden Friedhof im Osten des Geländes zu finden.
Gegen Ende des Zweiten Weltkriegs Vandalismus und Plünderungen ausgesetzt, setzten in der Folgezeit mangelnde Erhaltungsmaßnahmen dem Gebäude sichtlich zu. Erst gegen Ende der 1980er Jahre und nach der Wende wurde das historische Bauwerk mit Hilfe der Deutschen Stiftung Denkmalschutz und der Hildegard-Seyffardt-Stiftung umfangreich restauriert.
Zum Inventar der im Inneren reich ausgestatteten und verzierten Kapelle zählt unter anderem eine von Gottfried Silbermann im Jahre 1728 erschaffene Orgel, die Ende der 1990er Jahre restauriert wurde.

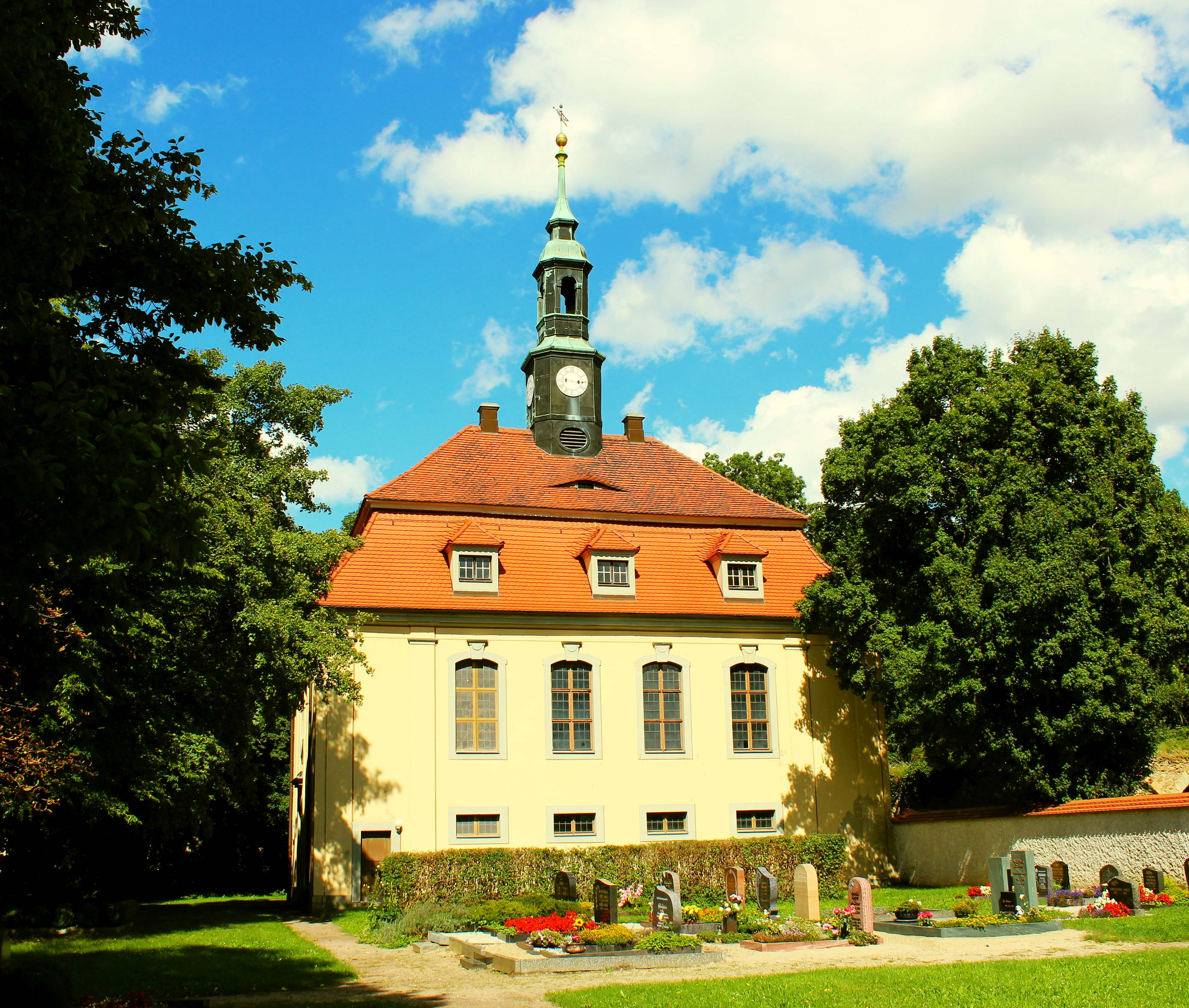
Schlosskapelle Tiefenau
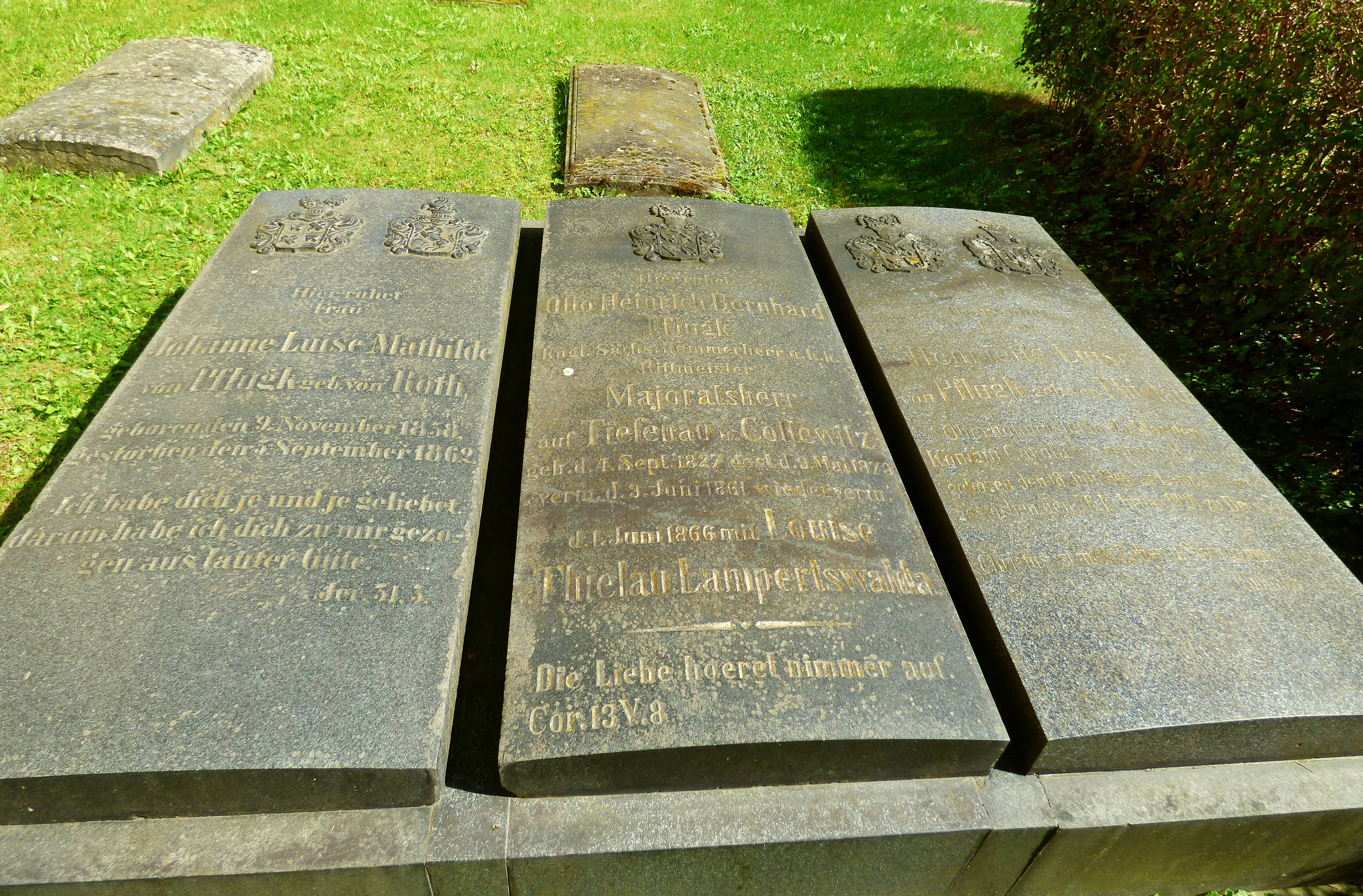
Grabsteine der Adelsfamilie von Pflugk
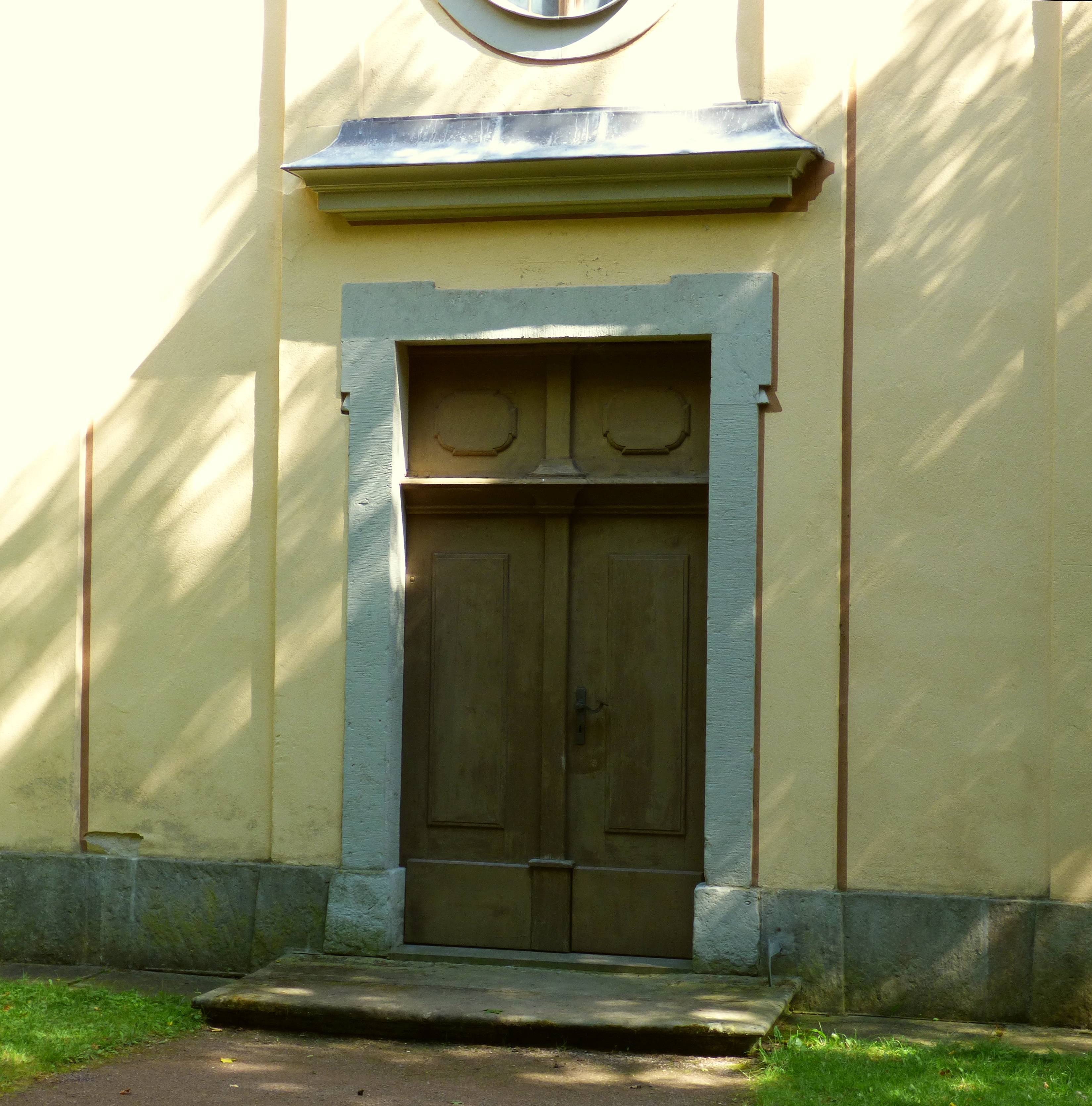
Westportal